# Laura Mañá

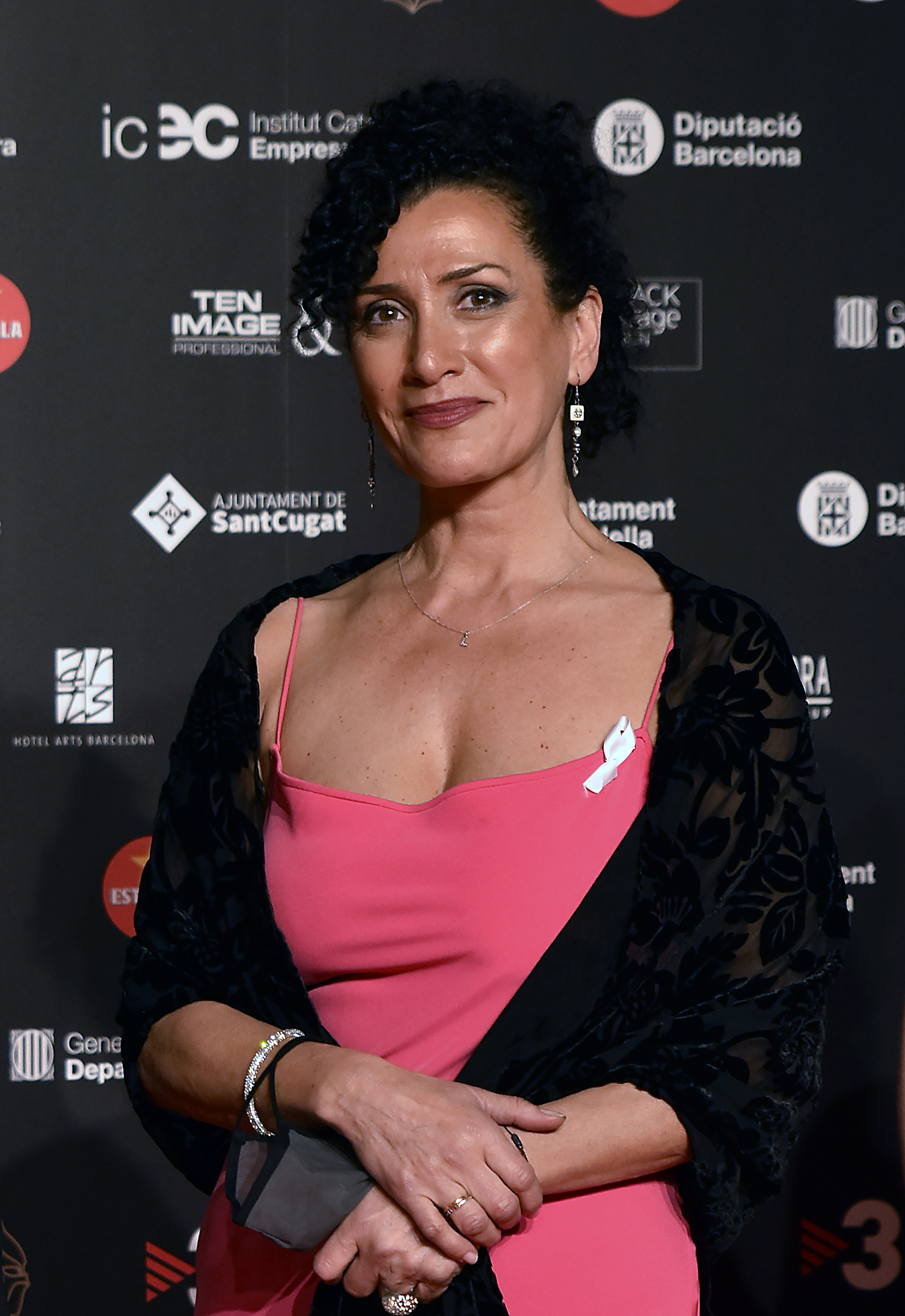
Laura Mañá, 2022

Laura Mañá (* 12. Januar 1968 in Barcelona, Spanien) ist eine spanische Schauspielerin, Regisseurin und Drehbuchautorin.

## Leben
Laura Mañá studierte Theaterwissenschaft und Tourismus. Nach ihrem Studium startete sie mit der Fernsehserie Vindrem a sopar 1990 ihre Schauspielkarriere. Ihre erste Spielfilmrolle hatte sie 1991 in Tödliche Täuschung. 1997 gab sie mit dem Kurzfilm Paraules ihr Regiedebüt. Ihr Film Sex aus Mitgefühl wurde 2000 auf dem Sundance Film Festival gezeigt. Die Filmkomödie handelt von einer Frau, die Sex als Charityaktion anbietet und erregte internationale Aufmerksamkeit. Der Film gewann zahlreiche Preise auf Filmfestivals, unter anderem den Zuschauerpreis sowie den Hauptpreis des Guadalajara International Film Festivals und des Málaga Spanish Film Festivals. Der Psychothriller Killing Words (2003) wurde auf dem Fantasporto zweimal ausgezeichnet und war als bester Film nominiert.
2006 gründete sie zusammen mit einer Reihe weiterer Filmregisseurinnen die Organisation CIMA (Asociación de Mujeres Cineastas y de Medios Audiovisuales), die sich um die Belange spanischer Filmemacherinnen kümmert.
2011 und 2012 drehte sie Filmbiografien über die spanischen Politikerin Clara Campoamor und die spanische Feministin Concepción Arenal.
Neben ihrer Arbeit als Filmregisseurin drehte sie auch einige Werbefilme, unter anderem für Milupa, Danet, Danacol und Activia.

## Filmografie

### Als Schauspielerin
- 1991: Tödliche Täuschung (Lolita al desnudo)
- 1994: La Teta y la luna
- 1994: Im Sog der Leidenschaft (La pasión turca)
- 1994: 75 cl Schicksal (75 centilitres de prière)
- 1995: Pizza Arrabbiata
- 1995: Nadie hablará de nosotras cuando hayamos muerto
- 1996: Libertarias
- 1997: Dobermann
- 1997: Dark Desires: Vera (Fernsehfilm)
- 2000: Mediterráneo (Fernsehserie)
- 2004: Romasanta – Im Schatten des Werwolfs (Romasanta)
- 2005: Abuela de verano (Fernsehserie)
- 2006: Hospital Central (Fernsehserie)
- 2007: Auf dem Vulkan (Fernsehfilm)
- 2007: Pacient 33 (Fernsehfilm)
- 2007: La via Augusta (Fernsehserie)
- 2014: Agatha Christie: Mörderische Spiele – Verbrechen lohnt sich nicht (Les Petits meurtres d'Agatha Christie: Le crime ne paie pas)
- 2021: La Passió segons Pep Amores
- 2023: Körper in Flammen (El cuerpo en llamas, Fernsehserie)

### Als Regisseurin und Drehbuchautorin
- 1997: Paraules (Kurzfilm)
- 2000: Sex aus Mitgefühl (Sexo por compasión)
- 2003: Killing Words (Palabras encadenadas)
- 2005: Morir en San Hilario
- 2007: Ni Dios, ni patrón, ni marido
- 2010: La vida empieza hoy
- 2010: Ellas son… África
- 2010: A+B+C (La educación de las mujeres en el Mozambique) (Mockumentary)
- 2010: La famillia (Dokumentarfilm)
- 2011: Clara Campoamor, la mujer olvidada (Fernsehfilm)
- 2012: Concepción Arenal, la visitadora de cárceles (Fernsehfilm)